# Pediobius phragmitis
Pediobius phragmitis is een vliesvleugelig insect uit de familie Eulophidae. De wetenschappelijke naam is voor het eerst geldig gepubliceerd in 1965 door Boucek.